# 상북초등학교 (창원시)
상북초등학교는 대한민국 경상남도 창원시 의창구 봉곡동에 있는 공립 초등학교이다.

## 연혁
- 1947. 02. 28 상남국민학교 지귀분교장 설치 인가
- 1949. 02. 26 지귀국민학교 승격인가
- 1973. 09. 14 마산상북국민학교로 교명 개칭
- 1980. 04. 01 상북국민학교로 교명 개칭(행정구역 개편으로 마산에서 분리)
- 1981. 01. 31 병설유치원 인가
- 1996. 03. 01 상북초등학교로 교명 개칭
- 2022. 02. 11 제72회 졸업식(총 졸업생 9,281명)
- 2022. 03. 01 제31대 서보석 교장 부임
- 2023. 03. 01 14(2)학급편성, 유치원3(1)학급편성

## 소장 문화재
- 지귀동봉림사지삼층석탑 - 경상남도 유형문화재 제26호

## 참고 자료
- 상북초등학교 - 한국교육학술정보원 학교알리미